# Tröbigau

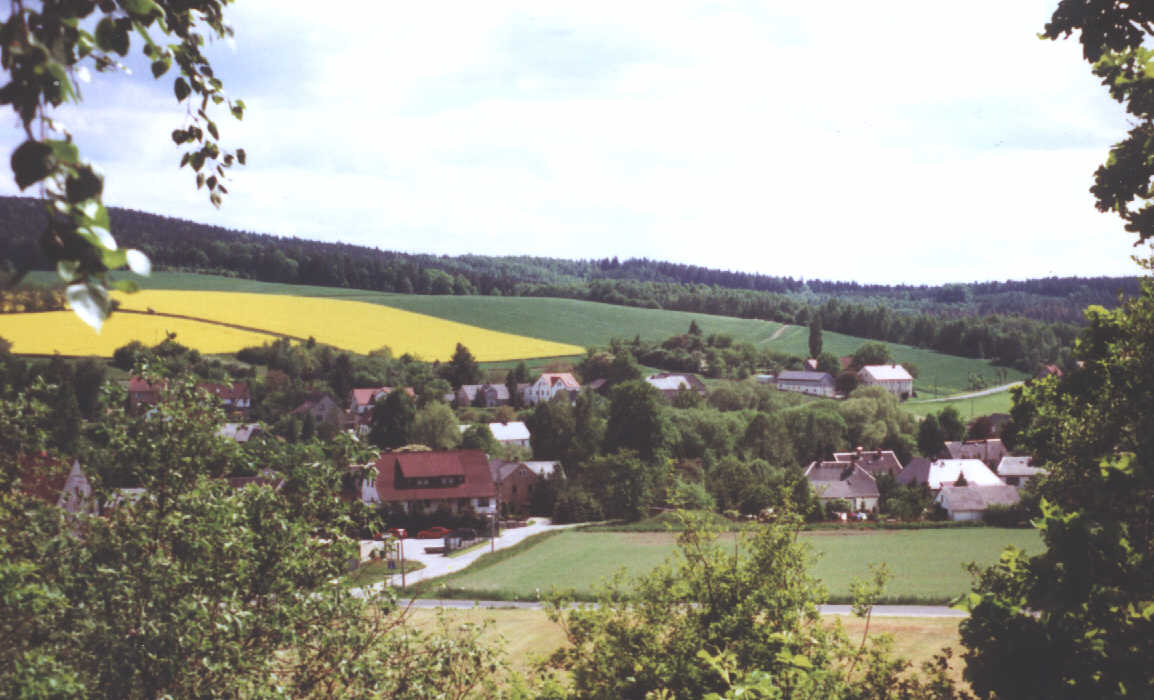
Blick auf Tröbigau

Tröbigau (obersorbisch Trjechow, im lokalen Dialekt: Träbchen ['tʁɛ:pçn]) ist eine Ortschaft in der Gemeinde Schmölln-Putzkau in der sächsischen Oberlausitz.
In Tröbigau leben ca. 310 Einwohner.

## Geografie
Die Ortschaft befindet sich im Nordwesten des Lausitzer Berglandes im Tal zwischen dessen nördlicher Bergkette und dem im Klosterberg (394 m) gipfelnden Nordwestausläufer. Weitere Berge rund um Tröbigau sind im Norden der Tröbigauer Berg (401 m), der Jungfernstein (372 m) und der Tröbigauer Butterberg (388 m), im Süden der Hohe Hahn (446 m) als höchste Erhebung, der Spitzberg (385 m) sowie der Oberhofberg (341 m).
Von der Bauform her ist Tröbigau ein Waldhufendorf mit Gutsblöcken. Es unterteilt sich in ein Oberdorf und ein westlich davon befindliches Niederdorf.
Die nächstgelegenen Städte sind Bischofswerda (ca. 7 km), Wilthen (ca. 12 km) und die Kreisstadt Bautzen (ca. 16 km). Die sächsische Landeshauptstadt Dresden liegt ca. 40 km entfernt.

### Nachbarorte
| Neuschmölln   | Tröbigauer Berg                             | Naundorf (Gemeinde Doberschau-Gaußig) |
| Schmölln/OL   | Kompassrose, die auf Nachbargemeinden zeigt | Hoher Hahn                            |
| Niederputzkau | Oberputzkau                                 | Neukirch/Lausitz                      |

### Schwarzwasser

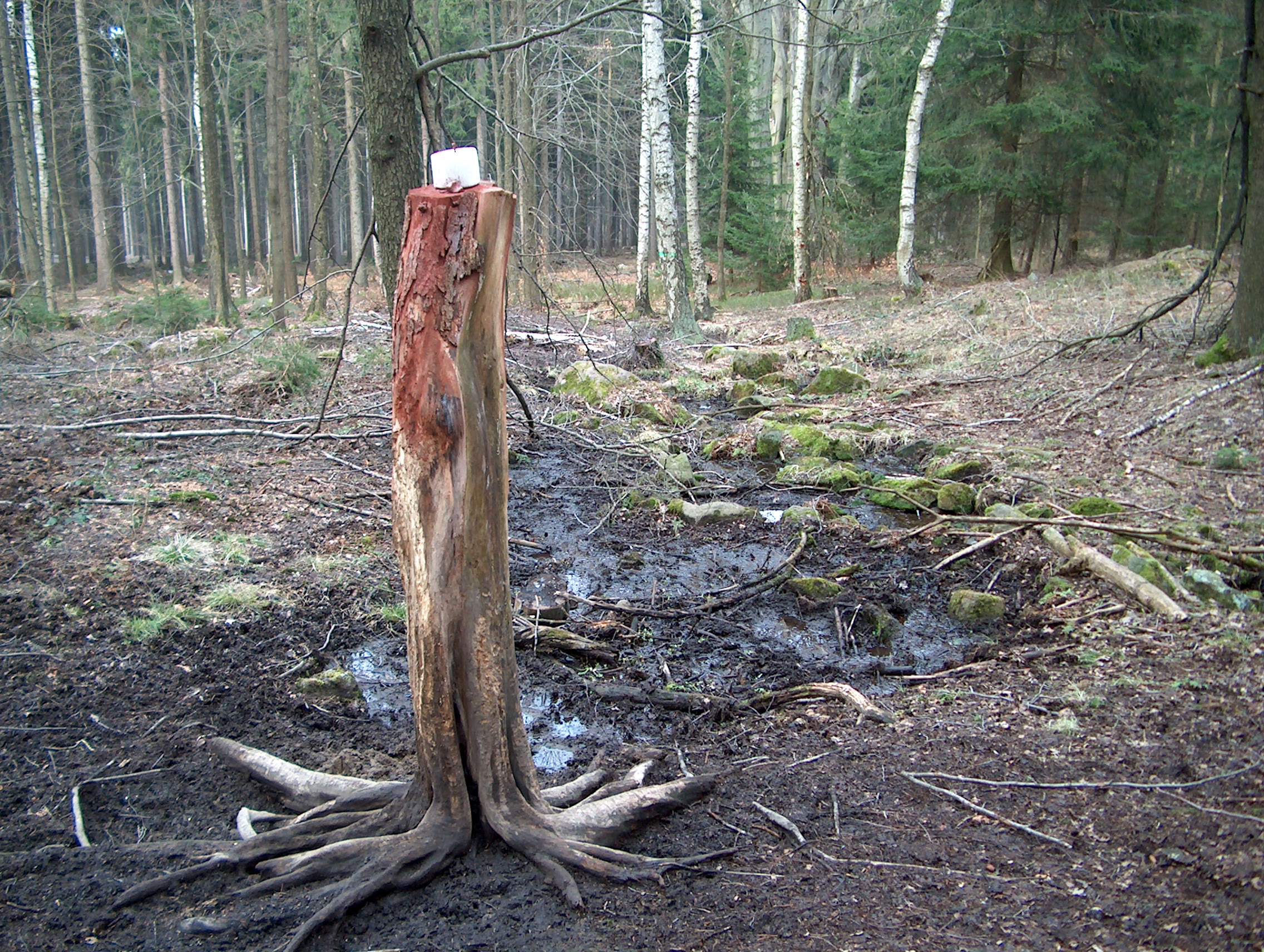
Schwarzwasserquelle am Hohen Hahn

Tröbigau ist das erste Dorf am Oberlauf des Schwarzwassers, welches auf dem Flurstück des Ortes entspringt. Die Hauptquelle befindet sich am Hohen Hahn, etwa 200 Meter nördlich dessen Gipfels auf 419 Metern Höhe. Eine weitere Quelle befindet sich am Butterberg, dieser Arm wurde jedoch aufgrund landwirtschaftlicher Nutzung unter die Erde verlegt und tritt am Durchfluss der Straße des Friedens im Tröbigauer Oberdorf zutage und vereint sich wenige Hundert Meter später mit dem Hauptarm.
Die dritte Quelle befindet sich in den sogenannten Tocken (abgeleitet von slawisch tok=Fluss) zwischen dem Tröbigauer Berg und dem Jungfernstein auf 378 Metern Höhe. Von hier aus fließt es in Richtung Süden in das Oberdorf und vereint sich auf 314 Metern Höhe kurz vor dem Durchfluss durch die Neuschmöllner Straße mit dem Hauptarm.
Von hier aus fließt das Schwarzwasser in Richtung Südwesten durch das Niederdorf, speist einen größeren Teich und setzt seinen Weg in Richtung Schmölln/OL fort. Auf diesem Wege durchquert es eine Staumauer mit Rückhaltebecken, welche 1958 nach einer größeren Überschwemmung errichtet wurde.
Früher betrieb das Schwarzwasser mehrere Mühlen in Tröbigau.

## Geschichte
| Jahr | Einwohner |
| ---- | --------- |
| 1586 | ca. 80    |
| 1834 | 213       |
| 1871 | 284       |
| 1890 | 307       |
| 1910 | 571       |
| 1925 | 557       |
| 1939 | 649       |
| 1946 | 571       |
| 1950 | 660       |
| 1964 | 567       |
| 1971 | 500       |
| 1990 | 385       |
| 2001 | 350       |
| 2007 | 319       |

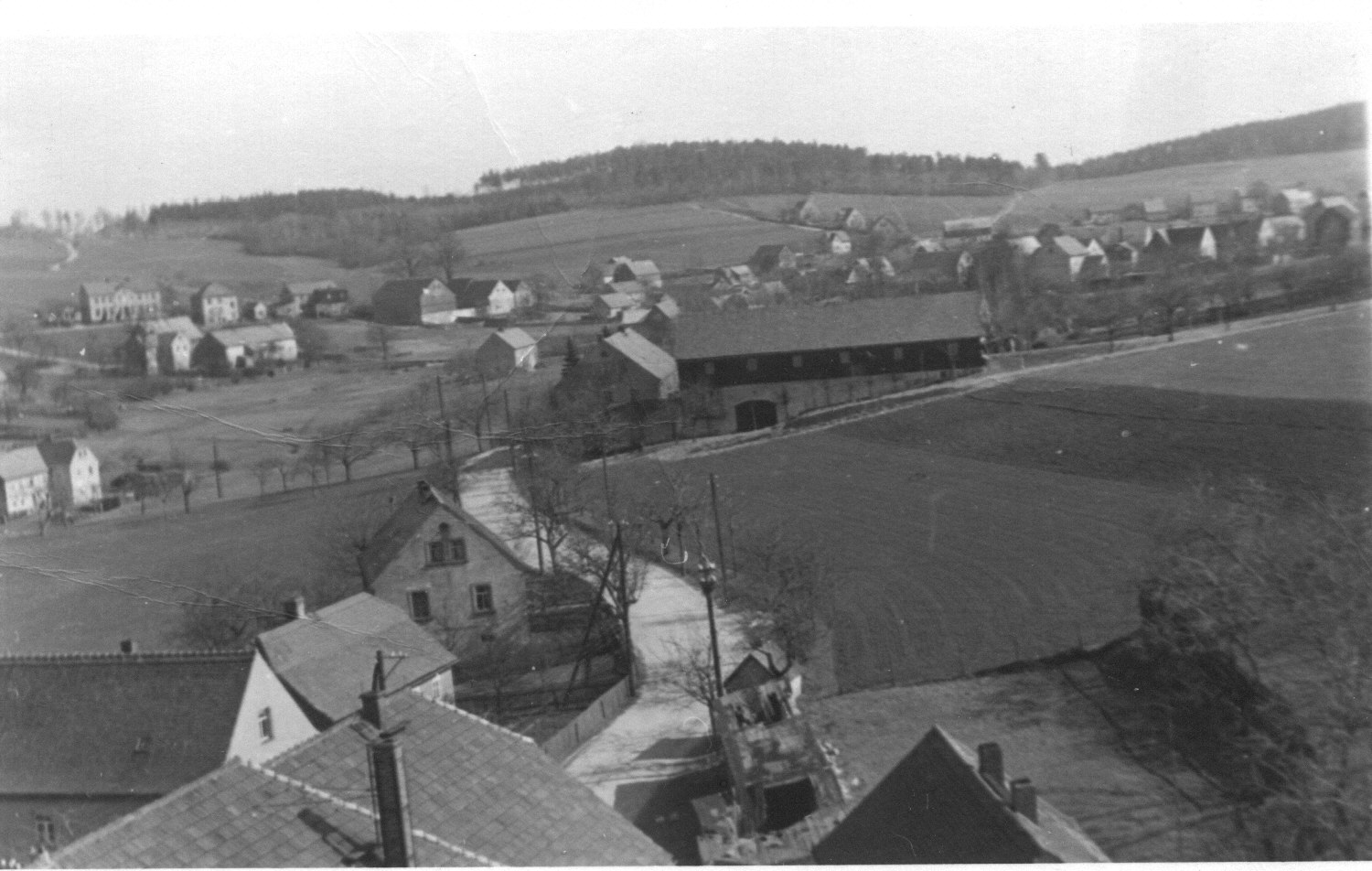
Blick vom Tröbigauer Erbgericht in den 1950er Jahren

Die erste indirekte Ortsnennung Tröbigaus ist auf 1374 datiert, in Form der Erwähnung eines Henczil de Trebechow im Zinsregister des Klosters St. Marienstern. Die erste direkte Ortsnennung als Drebekow liegt 1412 vor. Zur Entstehung des Ortsnamens gibt es verschiedene Theorien, die meisten vermuten einen slawischen (sorbischen) Namensursprung, entweder abgeleitet von trejechow, was in etwa Ort der Pechreißer bedeuten würde, oder als Ableitung vom Personennamen Trebech. Eine andere Theorie legt einen deutschen Ursprung anhand der Wortbestandteile Tröbe (Schaftreibe) und Aue nahe, was zum Bild der Landschaft um Tröbigau passen könnte.

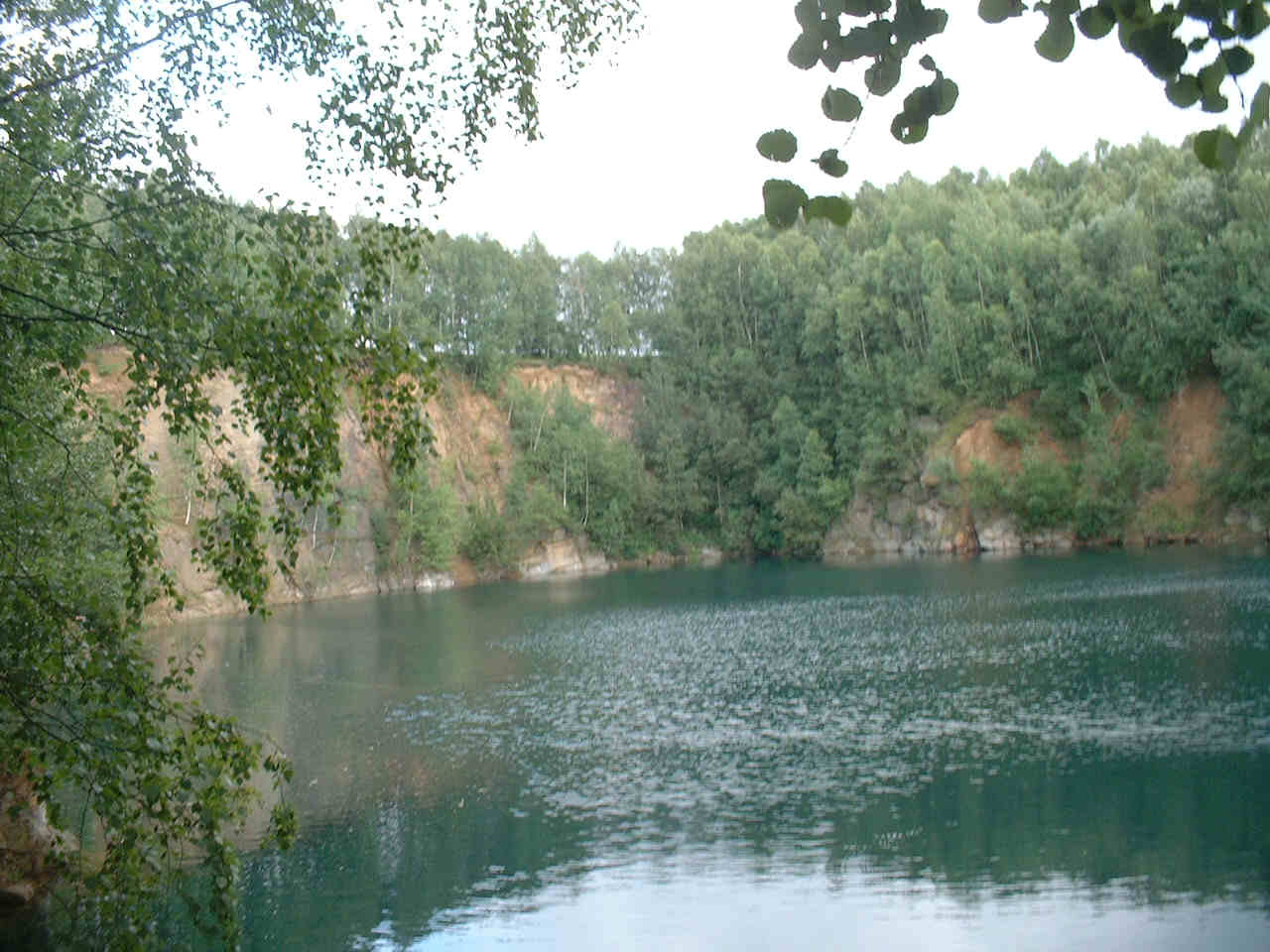
Restloch des Opitz-Bruches im Tröbigauer Niederdorf

Im Jahre 1840 begann man mit dem Granitbergbau in mehreren Steinbrüchen rings um den Ort, wovon heute zahlreiche größtenteils mit Wasser gefüllte Restlöcher zeugen. Traditionelle Erwerbsquellen der Tröbigauer waren somit in erster Linie die Steinmetz- und Steinbrucharbeiterberufe, zudem die Leineweberei und die Landwirtschaft. Im Jahr 1960 schlossen sich die Tröbigauer Bauern zur LPG Schwarzwasserquell zusammen, welche elf Jahre später in die LPG “Karl Marx” Schmölln/Putzkau eingegliedert wurde.
Von 1839 bis 1994 war Tröbigau eine eigenständige Gemeinde, bevor es durch freiwilligen Zusammenschluss mit den Nachbargemeinden Schmölln und Putzkau im neu gebildeten Gemeindeverbund Schmölln-Putzkau aufging.
Die nebenstehende Tabelle zeigt die Bevölkerungsentwicklung Tröbigaus während der letzten 200 Jahre. So war bis Mitte des 20. Jahrhunderts ein stetiger Bevölkerungsanstieg zu verzeichnen, der mit etwa 670 Einwohnern Ende der 1940er seinen Höhepunkt erreichte. Der Anstieg in dieser Zeit wurde verstärkt durch den Zuzug von Flüchtlingen aus Gebieten östlich der Neiße. Seither ist ein langsamer Rückgang der Bevölkerung zu beobachten, der sich insbesondere nach der politischen Wende 1990 durch den Wegzug junger Leute aufgrund der Arbeitsmarktsituation in der Oberlausitz, sowie einen Geburtenrückgang, beschleunigte. Das heutige Bevölkerungsniveau entspricht etwa dem von 1900.

## Religionen
Traditionell ist der Ort evangelisch-lutherisch geprägt, besitzt jedoch keine eigene Kirche, sondern ist nach Schmölln/OL gepfarrt. Auch Angehörige anderer christlicher Gemeinden sind hier zu Hause. Der Großteil der heutigen Ortsbevölkerung ist jedoch konfessionslos.

## Sprache
Die meisten Einwohner Tröbigaus sprechen in unterschiedlicher Ausprägung eine Form des Oberlausitzer Dialekts. Entsprechend Hans Klecker wird er als die nordwestliche Variante der Oberlausitzer Mundart klassifiziert. 
Laut Oberlausitzer Wörterbuch lautet die mundartliche Bezeichnung für Tröbigau (de) Träbche, in der heutigen lokalen Umgangssprache ist jedoch die artikellose Form Träbchen geläufiger. Einwohner Tröbigaus bezeichnen sich davon abgeleitet als Träbcher.

## Verkehr und Infrastruktur
Tröbigau befindet sich an der Staatsstraße S 120. Im Ort befinden sich 2 Bushaltestellen. Direkte Busverbindungen bestehen zur Kreisstadt Bautzen und der Großen Kreisstadt Bischofswerda.
In der Zeit vor 1989 verfügte Tröbigau über eine gut ausgebaute Infrastruktur, bestehend aus mehreren Geschäften, Gaststätten, einer Schule und einem Kindergarten. Diese ist nach der Wende nahezu völlig zusammengebrochen, einzig ein kleines Gasthaus an der Neuschmöllner Straße ist davon bis zum Beginn der Corona-Pandemie 2020 übrig geblieben.

## Vereinsleben
Im Ort ansässig ist ein Keglerverein mit eigener moderner Bahnanlage. Der Kegelverein richtet jedes Jahr ein Preis- und Werbekegeln aus.